# (36579) 2000 QT124
2000 QT124 (asteroide 36579) é um asteroide da cintura principal. Possui uma excentricidade de 0.05438640 e uma inclinação de 3.12339º.
Este asteroide foi descoberto no dia 29 de agosto de 2000 por LINEAR em Socorro.